# 巽孝之
巽 孝之（たつみ たかゆき、1955年5月15日 - ）は、日本のアメリカ文学者。慶應義塾大学名誉教授、慶應義塾ニューヨーク学院 学院長。SF評論家でもある。
日本英文学会監事、日本アメリカ文学会会長、アメリカ学会編集委員長、The Journal of Transnational American Studies編集委員を歴任。日本ペンクラブ、日本SF作家クラブ、MLA、ASA、PAMLA、SFRA各会員。日本学術会議会員。慶應義塾大学SF研究会会長。血液型A型。妻はSFおよびファンタジー評論家で明治大学客員教授の小谷真理。

## 来歴
上智大学英文科教授巽豊彦の長男として東京都に生まれる。父同様に敬虔なカトリック信徒として育つ。祖父の巽孝之丞は横浜正金銀行ロンドン支店長で、南方熊楠と親交があった。孝之丞の実弟の中村啓次郎は衆議院議員で、第22代の帝国議会衆議院議長を務め、熊楠とともに神社合祀反対運動を推進した。母方の曽祖父の川瀬元九郎は世紀末にボストン大学医学部を、曽祖母の山口富美子はタフツ大学生物学科を卒業して結婚。エマソン大学ゆかりのスウェーデン体操を日本へ輸入したことでも知られる。
学習院中等科時代に2年先輩でのちにSF作家・ミュージシャンとなる難波弘之の勧めにより、SF同人誌『宇宙塵』に参加し、1970年には自らが主宰するSF同人誌『科学魔界』を創刊。1984年、SFファン活動における功績により柴野拓美章を受章した。
学習院高等科を経て、1978年上智大学文学部英文学科卒業。1983年同大学院博士課程を単位取得満期退学。1982年に慶應義塾大学法学部英語助手に着任。1984年にフルブライト奨学生として渡米し、コーネル大学大学院にてジョナサン・カラーに師事。1987年8月同大学院博士課程修了（Ph.D.）。帰国後1989年に慶應義塾大学文学部へ助教授として移籍し、1998年より教授。米国文学および現代批評理論専攻。以後も 1993年と2009年にフルブライト奨学金を得て、ブラウン大学、サンディエゴ州立大学、タフツ大学、スタンフォード大学で訪問研究員。
単著デビュー作『サイバーパンク・アメリカ』では、アメリカ留学中に出逢ったサイバーパンクの作家たちとの交流を描き、以後、サンディエゴ大学教授ラリイ・マキャフリイと日米文学共同研究を開始。一方、脱構築や新歴史主義の方法論により植民地時代以来のアメリカ文学史に新たな視点を与えた代表作『ニュー・アメリカニズム——米文学思想史の物語学』の系統は、以後『アメリカン・ソドム』『リンカーンの世紀』『モダニズムの惑星』と続き、四部作で刊行。
同姓同名の九州朝日放送のアナウンサーである巽孝之とは、2004年夏、福岡女子大学集中講義の期間中に初対面を遂げた。
2006年に、英語による著書『Full Metal Apache』をデューク大学より刊行、英語圏デビューを果たした（未邦訳）。
2007年「科学魔界」48号が刊行され、2010年の52号まで刊行（立花眞奈美編集）。2011年以後は、友好関係にあった 「BAMU」「イスカーチェリ」と合体した全日本中高年SFターミナルの年刊誌「SFファンジン」に発展解消して続いている（2021年現在、通巻10号）。
2013年、日本SF作家クラブ50周年関係のイベントとして、第2回「国際SFシンポジウム」を企画。

## 人物
- 母親の介護生活の間、介護を主におこなっていた妻の小谷真理に「自分のことは自分でやり、私の足を引っ張らない。私のことを褒めよ」と言い渡され[3]、小谷の顔を見るたびに「君は素敵だ」、「君は最高だ」と言い、頻繁に外食や映画に誘うなど「徹底的に妻を甘やかす作戦」を決行した[4]。
- 学部ではイギリス文学を選んでおり、卒業論文ではサミュエル・ベケットと安部公房の比較文学研究をテーマにした[5]。

## 職歴
- 1982年 慶應義塾大学法学部助手
- 1985年 慶應義塾大学法学部専任講師
- 1989年 慶應義塾大学文学部英米文学専攻助教授
- 1998年 慶應義塾大学文学部英米文学専攻教授
- 2021年 慶應義塾大学文学部名誉教授
- 2022年 慶應義塾ニューヨーク学院長
- 1988年以降の非常勤先（集中講義含む）は東京大学、東京都立大学（首都大学東京）、日本女子大学、京都大学、大阪市立大学、広島大学、島根大学、九州大学、西南学院大学、福岡女子大学、オスロ大学など多数[6]。

## 著書

### 単著
- 『サイバーパンク・アメリカ』（勁草書房、1988年、増補版2021年）
- 『現代SFのレトリック』（岩波書店、1992年）
- 『メタフィクションの謀略』（筑摩書房〈ちくまライブラリー〉、1993年）
  - 『メタフィクションの思想』（ちくま学芸文庫、2001年）
- 『ジャパノイド宣言――現代日本SFを読むために』（早川書房、1993年）
- 『E・A・ポウを読む』（岩波書店〈岩波セミナーブックス〉、1995年）
- 『ニュー・アメリカニズム――米文学思想史の物語学』（青土社、1995年、増補版2005年、増補決定版2019年）
- 『ニューヨークの世紀末』（筑摩書房、1995年）
- 『トマス・ジェファソンとアメリカ文学』（慶應義塾大学、1996年）
- 『恐竜のアメリカ』（ちくま新書、1997年）
- 『日本変流文学』（新潮社、1998年）
- 『メタファーはなぜ殺される――現在批評講義』（松柏社、2000年）
- 『アメリカ文学史のキーワード』（講談社現代新書、2000年）
- 『「2001年宇宙の旅」講義』（平凡社新書、2001年）
- 『アメリカン・ソドム』（研究社出版、2001年）
- 『リンカーンの世紀―アメリカ大統領たちの文学思想史』（青土社、2002年、増補版2013年）
- 『プログレッシヴ・ロックの哲学』（平凡社、2002年）
  - 『プログレッシヴ・ロックの哲学　増補決定版』（河出書房新社、2016年）
- 『アメリカ文学史―駆動する物語の時空間』（慶應義塾大学出版会、2003年）
- 『「白鯨」―アメリカン・スタディーズ』（みすず書房〈理想の教室〉、2005年）
- 『想い出のブックカフェ―巽孝之書評集成』（研究社、2009年）。対談も収録
- 『エドガー・アラン・ポー：文学の冒険家』（NHK出版〈カルチャーラジオ シリーズ文学の世界〉、2012年）。放送テキスト
- 『モダニズムの惑星――英米文学思想史の修辞学』（岩波書店、2013年）
- 『盗まれた廃墟――ポール・ド・マンのアメリカ』（彩流社〈フィギュール彩〉、2016年）
- 『パラノイドの帝国―アメリカ文学精神史講義』（大修館書店、2018年）
- 『エドガー・アラン・ポー：「ジャンル」の創造者』（NHK出版〈100分de名著〉、2022年）。2022年3月・Eテレ放送テキスト
- 『慶應義塾とアメリカ―巽孝之最終講義』（小鳥遊書房、2022年）

### 英文著作
- Literary History on the Road: Transatlantic Crossings and Transpacific Crossovers (PMLA January 2004)
- Full Metal Apache: Transactions between Cyberpunk Japan and Avant-Pop America (Durham: Duke UP, 2006)
- （With Christopher Bolton, Istvan Csicsery-Ronay, Jr.）Robot Ghosts and Wired Dreams: Japanese Science Fiction from Origins to Anime (Minneapolis: U of Minnesota P, 2007)、編著
- American gothic pt. 2 (1860-1940, postbellum supernatural) v. 8 （Tokyo Athena Press　2007)、編著
- American future-war fiction : China and Japan,1880-1930 (Athena Press 2010)、編著
- Race and Black Humor: From a Planetary Perspective(Journal of the Fantastic in the Arts 21.3 2010)
- Planet of the Frogs: Thoreau, Anderson and Murakami(Narrative 21.3 October 2013)
- YOUNG AMERICANS IN LITERATURE(sairyusha 2018)、彩流社

### 共著
- （下河辺美知子・鷲津浩子 共著）『文学する若きアメリカ――ポウ、ホーソン、メルヴィル』（南雲堂、1989年）
- 『SFへの遺言』（光文社、1997年。小松左京・石川喬司・大原まり子・高橋良平・森下一仁・笠井潔 共著）
- 『世紀末と末法　形の文化誌 7』（あだちがびん・水野敬三郎・荒川紘 共著、形の文化会編、工作舎、2000年）
- 『文学のすすめ　学問のすゝめ21』（荻野アンナ、川又千秋 共著、慶應義塾大学出版会、2008年）
- 『スティーブン・スピルバーグ論』（南波克行編著、大久保清朗・越智道雄・上島春彦・斎藤英治・西田博至 共著、フィルムアート社、2013年）
- （岡和田晃編・共著）『北の想像力 《北海道文学》と《北海道SF》をめぐる思索の旅』（寿郎社、2014年）
- （高山宏 共著）『マニエリスム談義　驚異の大陸をめぐる超英米文学史』（彩流社〈フィギュール彩〉、2018年）。対話

### 編著
- 『現代作家ガイド 3 ウィリアム・ギブスン』（彩流社、1997年、増訂版2015年）
- 『日本SF論争史』（勁草書房、2000年）[7]
- 『情の技法』（慶應義塾大学出版会、2006年）
- 『反知性の帝国 アメリカ・文学・精神史』（南雲堂 2008年）
- 巽豊彦『人生の住処』（彩流社 2016年）。父の遺稿集
- Cyberpunk in a Transnational Context (MDPI Books, 2019)
- Trans-Pacific Cultural Studies, 4 vols (SAGE, 2019)

### 共編著
- （渡部桃子と共編）『物語のゆらめき――アメリカン・ナラティヴの意識史』（南雲堂、1998年）
- 『スタンリー・キューブリック　キネ旬ムック』責任編集、キネマ旬報社 1999 (フィルムメーカーズ8 期待の映像作家シリーズ)
- （宮坂敬造・坂上貴之・岡田光弘・坂本光と共編）『ユートピアの期限』（慶應義塾大学出版会、 2002年）
- （小田隆裕・柏木博・能登路雅子・松尾弌之・吉見俊哉と共編）『事典現代のアメリカ』（大修館書店、2004年）
- （宮坂敬造・坂上貴之・岡田光弘・坂本光と共編）『幸福の逆説』（慶應義塾大学出版会、2005年）
- （宮坂敬造・坂上貴之・岡田光弘・坂本光と共編）『情の技法』（慶應義塾大学出版会、2006年）
- （上杉忍と共編）『シリーズ・アメリカ研究の越境（1）アメリカの文明と自画像』（ミネルヴァ書房、2006年）
- （荻野アンナと共編）『人造美女は可能か?』（慶應義塾大学出版会、2006年）
- （富山太佳夫、立石弘道、宇野邦一と共編）『D.H.ロレンスとアメリカ/帝国』（慶應義塾大学出版会、2008年）
- （乙部順子と共編）日本SF作家クラブ編／小松左京監修『世界のSFがやって来た!! ニッポンコン・ファイル 2007』（角川春樹事務所、2008年）
- （八木敏雄と共編）『エドガー・アラン・ポーの世紀』（研究社、2009年）
- （笠井潔と共同監修、海老原豊・藤田直哉編）『3.11の未来―日本・SF・想像力』（作品社、2011年）
- （宮坂敬造・坂上貴之・岡田光弘・坂本光と共編）『リスクの誘惑』（慶應義塾大学出版会、2005年）
- （監修／伊藤優子編）『現代作家ガイド 6 ――カート・ヴォネガット』（彩流社、2012年）
- （監修／日本SF作家クラブ編）『国際SFシンポジウム全記録　冷戦以後から3.11以後へ』（彩流社、2015年）
- （Nina Morgan, Alfred Hornungと共編） The Routledge Companion to Transnational American Studies (Routledge, 2019)
- （宇沢美子と共編）『よくわかるアメリカ文化史』（ミネルヴァ書房、2020年）
- （下河辺美知子、越智博美、後藤和彦、原田範行と共編）『脱領域・脱構築・脱半球　21世紀人文学のために』（小鳥遊書房、2021年）
- （大串尚代、佐藤光重、常山菜穂子編）『アメリカ文学と大統領　文学史と文化史』（南雲堂、2023年）、監修・退職記念論集
- （荒巻義雄と共編）『SF評論入門』（小鳥遊書房、2024年）

### シリーズ編集（三浦祐嗣と共同編集）
- 荒巻義雄『白き日旅立てば不死 (定本 荒巻義雄メタSF全集)』（彩流社、2014年）
- 荒巻義雄『聖シュテファン寺院の鐘の音は (定本 荒巻義雄メタSF全集)』（彩流社、2014年）
- 荒巻義雄『時の葦舟 (定本 荒巻義雄メタSF全集)』（彩流社、2015年）
- 荒巻義雄『宇宙25時 (定本 荒巻義雄メタSF全集)』（彩流社、2015年）
- 荒巻義雄『神聖代 (定本 荒巻義雄メタSF全集)』（彩流社、2015年）
- 荒巻義雄『カストロバルバ／ゴシック (定本 荒巻義雄メタSF全集)』（彩流社、2015年）
- 荒巻義雄『柔らかい時計 (定本 荒巻義雄メタSF全集)』（彩流社、2015年）
- 荒巻義雄『骸骨半島　花嫁他 (定本 荒巻義雄メタSF全集)』（彩流社、2015年）

### 訳書
- レスリー・コース『想像力を活用しよう』巽豊彦監修（中央出版社、1981年）
- ダナ・ハラウェイ、サミュエル・ディレイニー、ジェシカ・アマンダ・サーモンスン『サイボーグ・フェミニズム』（小谷真理と共編訳、トレヴィル、1991年／増補版 水声社、2001年）
- ラリイ・マキャフリイ 『アヴァン・ポップ』（越川芳明と共編訳、筑摩書房、1995年／増補版　北星堂書店、2007年）
- J・G・バラード他『この不思議な地球で　世紀末 SF傑作選』（編者代表、紀伊國屋書店、1996年）
- ポー『黒猫・アッシャー家の崩壊 短篇集I ゴシック編』（新潮文庫、2009年）
- ポー『モルグ街の殺人・黄金虫 短編集II ミステリ編』（新潮文庫、2009年）
- ポー『大渦巻への落下・灯台 短編集III SF&ファンタジー編』 (新潮文庫、2015年）

### シリーズ監修（亀井俊介と共同監修）
- ルー・ウォレス『ベン・ハー―キリストの物語 (アメリカ古典大衆小説コレクション)』（辻本庸子・武田貴子訳、松柏社、2003年）
- ライマン・フランク・ボーム/ウィリアム・ウォレス・デンズロウ・画『オズのふしぎな魔法使い (アメリカ古典大衆小説コレクション)』（宮本菜穂子訳、松柏社、2003年）
- ホレイショ・アルジャー『ぼろ着のディック (アメリカ古典大衆小説コレクション)』（畔柳和代訳、松柏社、2006年）
- T.S.アーサー『酒場での十夜  (アメリカ古典大衆小説コレクション)』（森岡裕一訳、松柏社、2006年）
- オーエン・ウィスター『ヴァージニアン (アメリカ古典大衆小説コレクション)』（平石貴樹訳、松柏社、2007年）
- ヘレン・ハント・ジャクソン『ラモーナ (アメリカ古典大衆小説コレクション)』（金澤淳子・深谷素子訳、松柏社、2007年）
- アプトン・シンクレア『ジャングル (アメリカ古典大衆小説コレクション)』（大井浩二訳、松柏社、2009年）
- ナサニエル・カヴァリー 『女水兵ルーシー・ブルーアの冒険 (アメリカ古典大衆小説コレクション)』（栩木玲子訳、松柏社、2010年）
- ウィリアム・ウェルズ・ブラウン『クローテル : 大統領の娘 (アメリカ古典大衆小説コレクション)』（風呂本惇子訳、松柏社、2015年）
- ハナ・ウェブスター・フォスター『コケット: あるいはエライザ・ウォートンの物語 (アメリカ古典大衆小説コレクション) 』（田辺千景訳、松柏社、2017年）